# Ogród rozkoszy ziemskich
Ogród rozkoszy ziemskich lub Tysiącletnie królestwo (niderl. Tuin der lusten) – tryptyk niderlandzkiego malarza Hieronima Boscha, wykonany w technice olejnej na desce, namalowany ok. 1500, obecnie znajdujący się w muzeum Prado w Madrycie.
Powstał prawdopodobnie na zamówienie Hendricka III van Nassau lub został zakupiony do jego gabinetu osobliwości. W 1517 wisiał w jego rezydencji na wzgórzu Coudenberg w Brukseli. Po konfiskacie dóbr Wilhelma Milczącego obraz stał się własnością Don Fernanda, syna księcia Alba, a po jego śmierci znalazł się w zbiorach Filipa II.

## Tytuł dzieła
W inwentarzu dóbr Hiszpańskiej Korony tryptyk zarejestrowano jako Obraz z owocami drzewka truskawkowego. Egzotyczne owoce, przede wszystkim truskawki (niekiedy identyfikowane z poziomkami), występują tu w roli pożywienia, schronienia, a nawet środka lokomocji. Według pewnego tekstu z 1600 tryptyk był nazywany Plantacją truskawek. Jak podają Dzieje zakonu św. Hieronima (1605) pierwotny tytuł dzieła brzmiał: O próżnej sławie i ulotnym smaku truskawki lub poziomki. W katalogu Escorialu z 1857 malowidłu nadano tytuł Ziemskie przyjemności. Zdaniem współczesnego badacza Paula Vandenbroecka właściwy tytuł dzieła powinien brzmieć Tryptyk Fałszywego Raju. Inne wersje tytułu: Tysiącletnie królestwo (cały tryptyk) oraz Ogród rozkoszy ziemskich (tylko tablica środkowa), Raj Zbawionej Ludzkości, Ogród rozkoszy ziemskich i niebiańskich lub po prostu Ogród rozkoszy.

## Wymiary
- Lewe skrzydło – 220 × 97 cm
- Tablica środkowa – 220 × 195 cm[a]
- Prawe skrzydło – 220 × 97 cm

## Strona zewnętrzna tryptyku

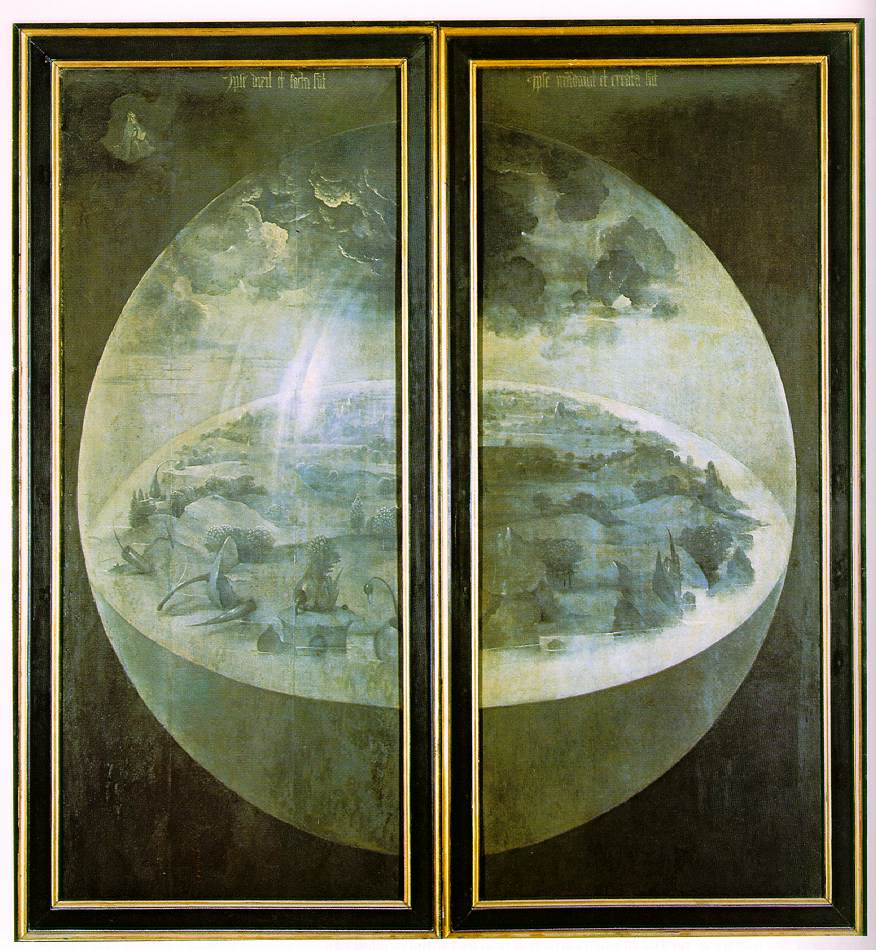
Tryptyk zamknięty – Stworzenie świata

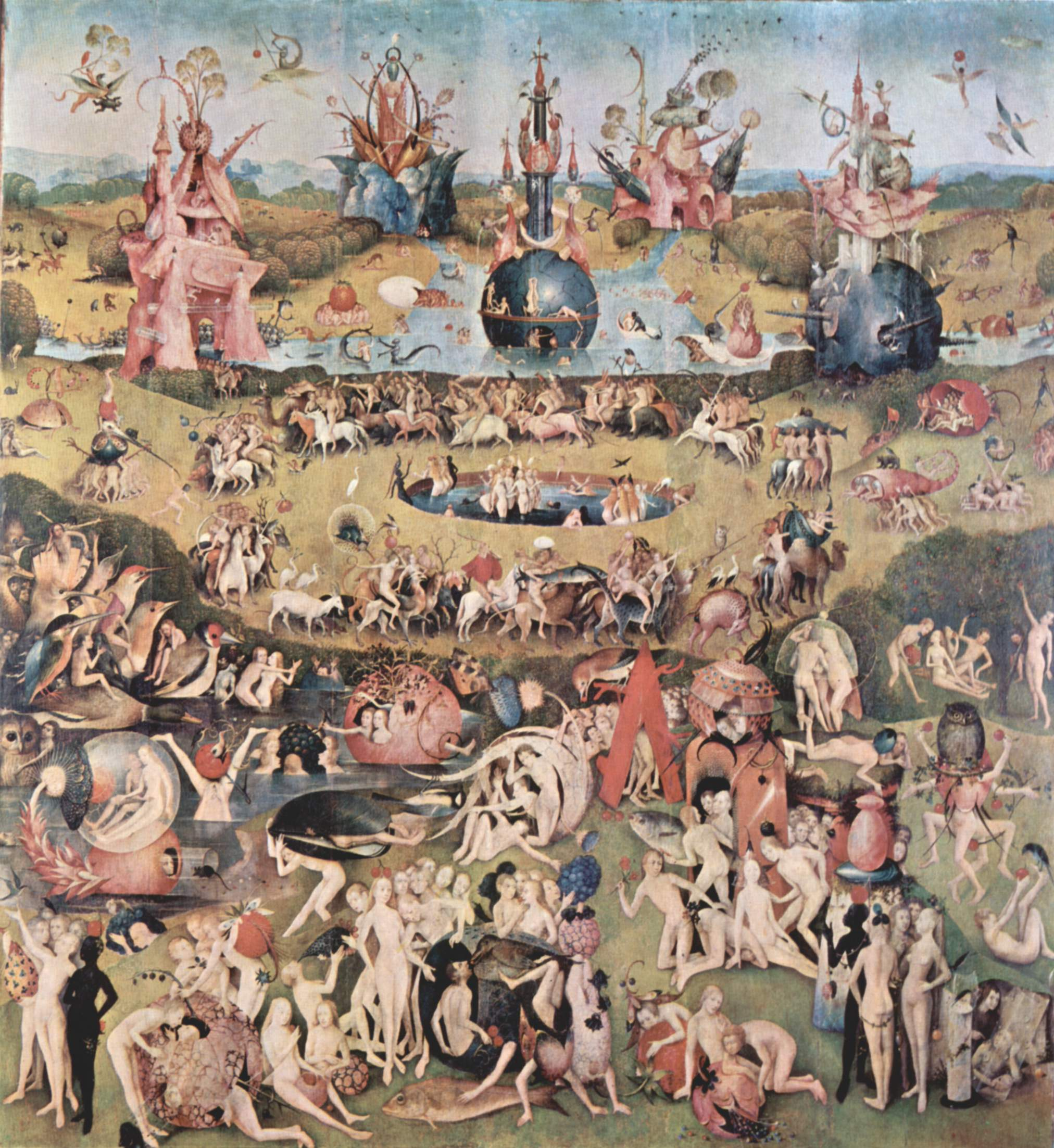
Część centralna: Raj rozkoszy

Po zamknięciu skrzydeł bocznych ukazuje się obraz Ziemi jako płaskiego dysku unoszącego się na wodzie. Ziemia jest jasna od Słońca, które przebija się przez czarne sztormowe chmury. Flora, podobnie jak na stronie wewnętrznej, jest bardzo dziwaczna i nierealna. W górnej lewej części Bosch umieścił niewielki wizerunek Boga siedzącego na tronie. Na obu kwaterach w górnej części umieszczony jest wyśrodkowany napis: „Bo On przemówił, a wszystko powstało; On rozkazał, a zaczęło istnieć” (Psalm 33:9). Przypuszcza się, że malowana techniką en grisaille wizja przedstawia trzeci dzień stworzenia, dlatego Ziemia jest jeszcze pozbawiona kolorów i całkowicie bezludna.

## Strony wewnętrzne tryptyku

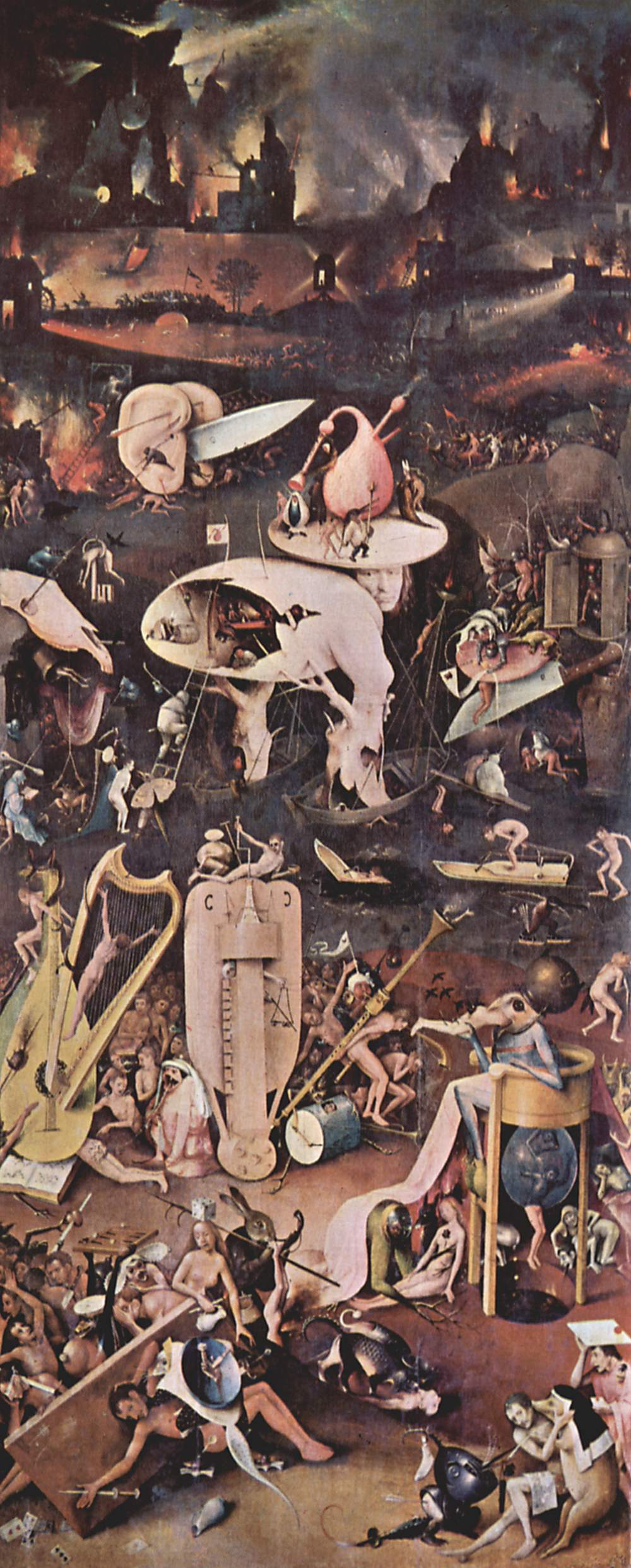
Prawe skrzydło: Piekło muzykantów

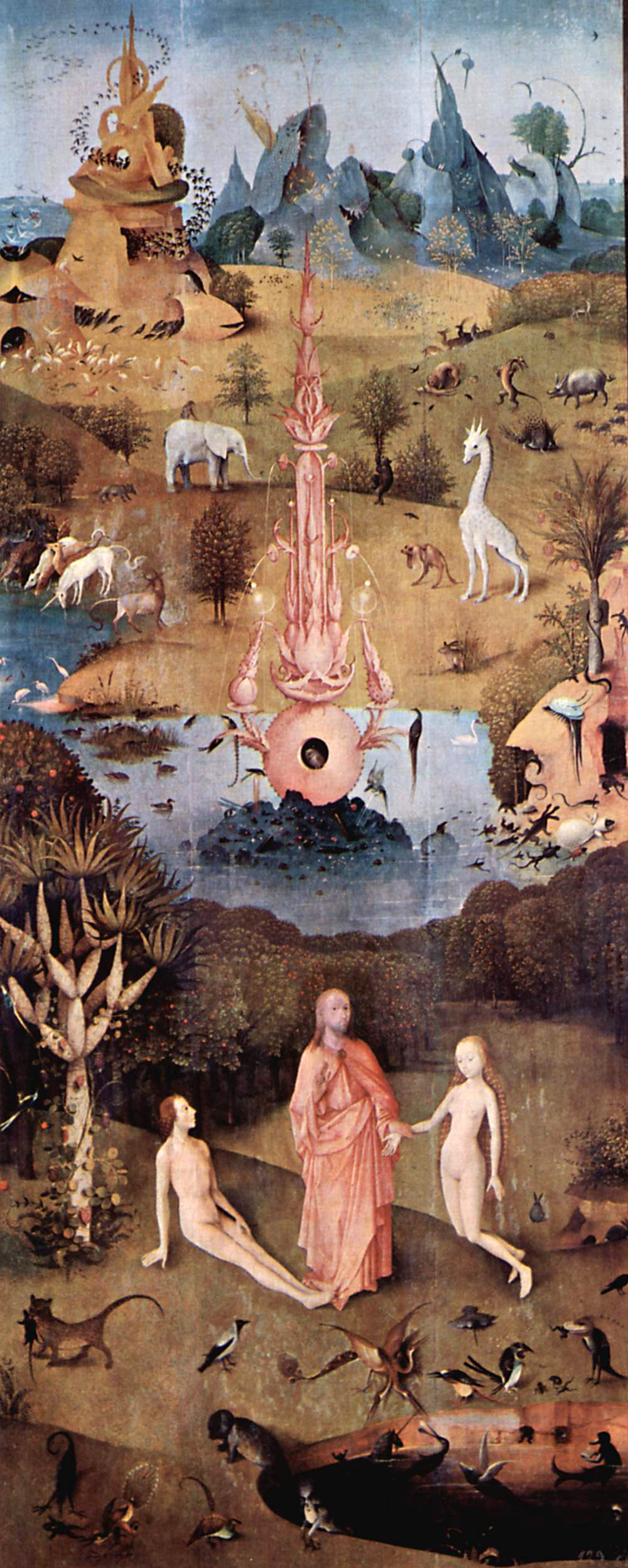
Lewe skrzydło: Stworzenie Ewy

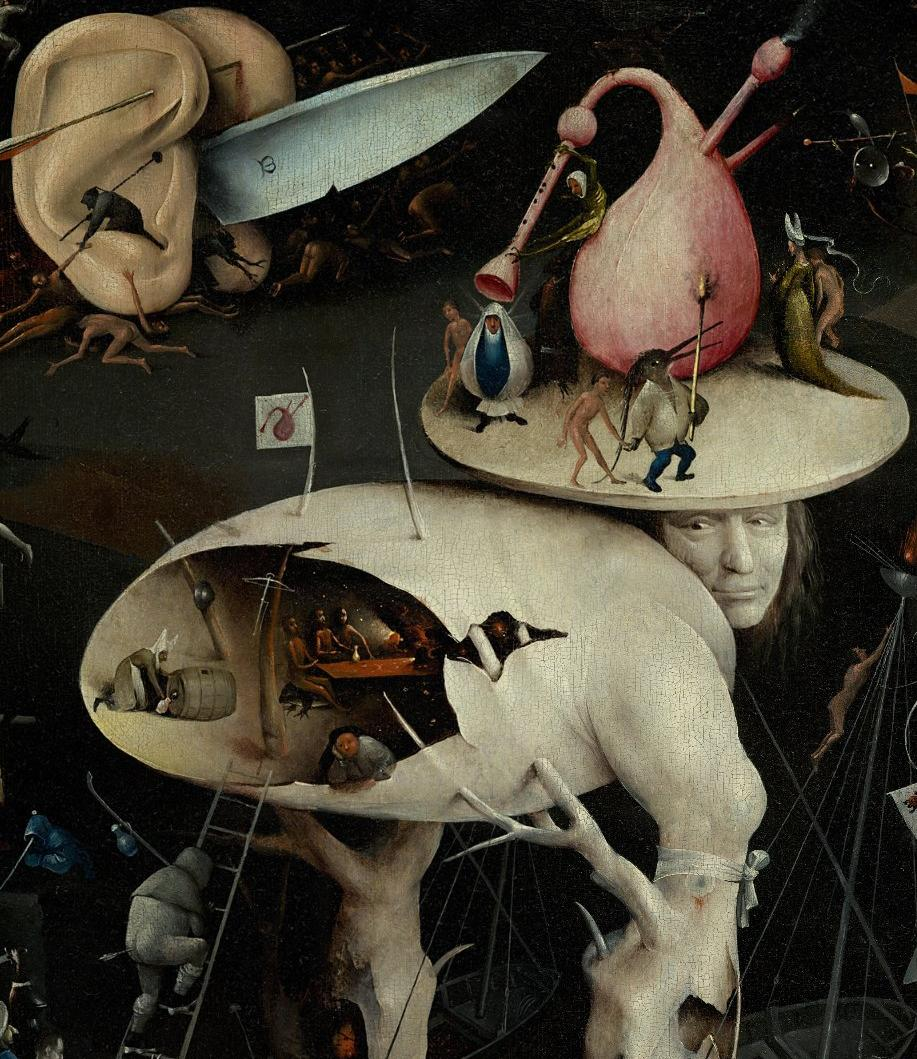
Fragm. prawego skrzydła z domniemanym autoportretem malarza

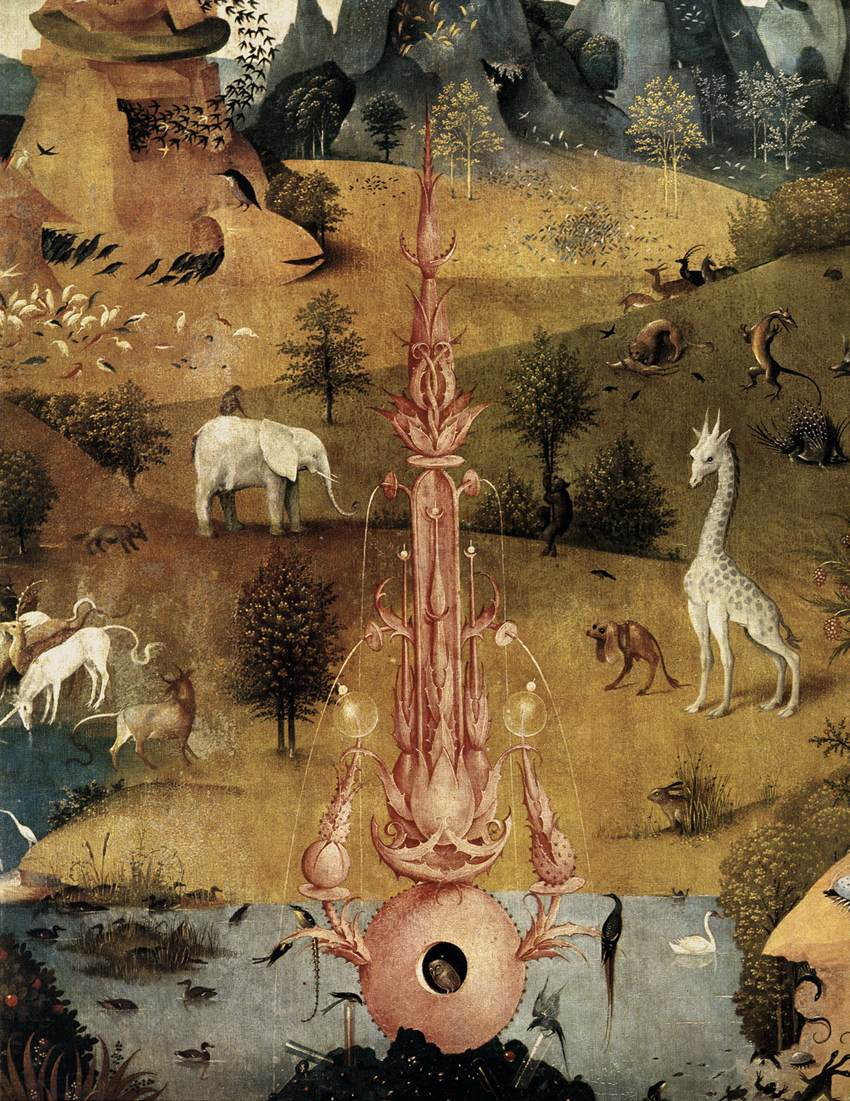
Fragm. lewego skrzydła z fontanną w centrum Edenu

### Stworzenie Ewy
Lewe skrzydło przedstawia Raj ziemski. W centrum znajduje się Źródło Życia, które przypomina jakiś dziwaczny olbrzymi kwiat albo kraba. 

Hieronim Bosch, w kompozycji księżycowego kraba jako znaku konstelacji Raka, odtworzył skomplikowany mitologem lunarny. W sposób zadziwiająco precyzyjny otworzył  archetyp Raka jako źródła wód, praprzyczyny wiedzy i mądrość uformowany w czasach starożytności grecko - rzymskiej. (...) W jego kształtach połączył bowiem formę oka, w którego źrenicy siedzi sowa, z formami półksiężyców i nadał mu funkcję źródła wód życia - fontanny mądrości.

Nieopodal, po prawej, wąż owija się wokół drzewa poznania dobra i zła. Niżej znajduje się grupa trzech osób: Adam oraz Bóg w postaci Jezusa, który na jego oczach stwarza Ewę. Jezus trzyma Ewę za rękę i przedstawia ją Adamowi, obok którego wyrasta Drzewo Życia. W tle widać zwierzęta (realne i fantastyczne), jaskinię, z której wylatuje mnóstwo ptaków, oraz zupełnie fantastyczne pasmo górskie.

### Ogród rozkoszy ziemskich
Tablica środkowa przedstawia upadek ludzkości i zwycięstwo grzechu. Nadzy ludzie wszystkich ras spędzają czas na cielesnych zabawach, igraszkach, jedzeniu i piciu. W tle widać staw, a pośrodku niego wysoką niebieską konstrukcję. Niżej szpaler ludzi siedzących na różnorakich zwierzętach galopuje wokół jeziora, w którym kąpią się nagie kobiety. Na pierwszym planie kłębią się grupy kochanków. Fantastyczne stworzenia jak gigantyczne ptaki są częścią życia tych ludzi, bawią się razem z nimi.
Artysta podzielił kompozycję na trzy plany z dyskretnie zaznaczoną osią główną. Na pierwszym planie mężczyźni i kobiety ukazani zostali razem z olbrzymimi zwierzętami i roślinami w wodzie i na lądzie. Na drugim środkowym planie wokół kolistej sadzawki krąży kawalkada jeźdźców na rzeczywistych i fantastycznych zwierzętach. Na dalszym planie widnieje fontanna na jeziorze, z którego przez cztery wymyślne bramy wypływają rzeki. Środkową oś kompozycji tworzą fontanna, sadzawka kobiet oraz grupy postaci wewnątrz dużych kulistych owoców.

### Piekło muzykantów
Prawe skrzydło to przedstawienie Piekła. Tak jak dwie poprzednie części tryptyku są jasne, tak w tej dominują barwy ciemne. Ludzie przeżywają straszliwe tortury, m.in. są zjadani przez ogromne ptactwo, wydalają z siebie duże złote monety, są torturowani, bici i poniżani. Narzędziami tortur są tu przede wszystkim instrumenty muzyczne: jedna z postaci ukrzyżowana została na strunach harfy, inną figurę przywiązaną do lutni atakuje smok, monstrualne stwory grają na dziwnym instrumencie dętym. Widać też trąbki, bęben, piszczałkę oraz trójkąt. W centrum prawego skrzydła, w konstrukcji będącej jednocześnie człowiekiem, jajkiem i drzewem, widać białą twarz, która prawdopodobnie jest autoportretem artysty.
Ta część tryptyku została użyta jako okładka albumu Deep Purple (album).

## Interpretacje
Od czasów powstania tryptyku dominuje pogląd, że celem obrazu było potępienie wad i słabości skazujących ludzi na piekielne męki. Interpretacje różnią się jednak co do szczegółów i znaczenia konkretnych alegorii. Jedni widzą tu przedstawienie grzechów głównych, inni odczytują aluzje do rozmaitych herezji. Na przykład Wilhelm Fraenger w 1952 roku przypuszczał, że Bosch był zwolennikiem sekty adamitów i w związku z tym obraz broni niewinności zmysłowych rozkoszy stanowiąc wizję przyszłego świata, gdzie istnieje harmonia między duchem a ciałem. Pogląd ten, nieoparty na solidnych przesłankach, dzisiaj jest powszechnie kwestionowany i nie ma już zwolenników. Można skłaniać się do postawienia tezy, że środkowa część tryptyku przedstawia wolną od grzechu zmysłową  miłość człowieka, bez której nie byłoby również miłości człowieka do Boga i dopatrywać się w tej części obrazu subtelnego ogrodu miłości  nie powiązanego z grzechem. Wystarczy spojrzeć na łagodne i piękne twarze  namalowanych postaci.